# 盘鹰风筝
盘鹰风筝是一种发源于中国北京大运河边，模仿鹰、鹞、鸢等猛禽，在高或低空中盘旋飞行的单线风筝。盘鹰风筝只须要使用单线操控，就可以做出各种特技飞行动作，不同于发源于其他国家的特技风筝，使用双线或四线进行操控。盘鹰风筝在放飞时，通过收线和放线的动作，掌握不同的力度和发力时机，巧妙地利用风筝的弹性变形和恢复过程的不同受力情况，使之能根据放飞者的意愿向不同的方向飞行，做出各种动作；制作精良的盘鹰风筝，可以在无风或室内环境放飞。
2005年10月1日，北京崇文区政府支持风筝委员会主办首届“北京明城墙杯”全国盘鹰风筝邀请赛，吸引来自全国的300多人在明城墙上放风筝。2019年，北京通州区风筝协会举办首届花样盘鹰风筝锦标赛，尽管只是一项地区性质的比赛，却尝试制定出盘鷹风筝的竞赛制度、规则和动作标准等方面。2023年3月25日，中国风筝协会在贵州铜仁市万山区举办首届全国盘鹰风筝锦标赛。